# Frederic IV de Holstein-Gottorp
Frederic IV de Holstein-Gottorp (en alemany Friedrich IV von Schleswig-Holstein-Gottorf) va néixer a Slesvig al ducat de Slesvig-Holstein (Dinamarca) el 18 d'octubre de 1671 i va morir en la batalla de Klissow, a Polònia, el 19 de juliol de 1702. Era el segon fill del duc Cristià Albert de Holstein-Gottorp (1641-1695) i de la princesa Frederica Amàlia de Dinamarca (1649-1704).
El 1694, quan tenia 23 anys, va heretar el govern del ducat. Seguint la tradició familiar, es va aliar amb Suècia, enemiga tradicional del regne danès. El 12 de juny de 1698 es va casar a Estocolm amb la filla del rei Carles XI de Suècia i d'Ulrica Elionor de Dinamarca, la princesa Hedwig Sofia de Suècia. Com a dot matrimonial va rebre 400.000 monedes de plata. A més, Carlos XI el nomenà comandant en cap de l'exèrcit suec a Alemanya. Després de la mort de Carlos XI, el duc Frederic es va dedicar a una vida d'oci, acompanyant en les caceres el nou rei de Suècia Carles XII.
La seva enemistat envers Dinamarca va fer que procurés per tots els mitjans eliminar la llengua danesa parlada a Holstein-Gottorp. El 1695 va aixecar una fortalesa a Slesvig, que dos anys després seria enderrocada pel rei Cristià V de Dinamarca. I tot seguit el rei Frederic IV de Dinamarca inicià una nova guerra contra Holstein-Gottorp el 1699 i ocupà una part considerable de Slesvig. Aquell mateix any la família de Frederic IV es traslladà temporalment a Suècia.
El seu cunyat, el rei de Suècia Carles XII, el va ajudar desembarcant amb un exèrcit a les costes daneses el juny de 1700. Finalment se signà un acord de pau, pel qual els danesos es retiraven de Slesvig i compensaven econòmicament el duc pels danys soferts.
Frederic IV va acompanyar Carles XII en la seva campanya militar a l'inici de la Gran Guerra del Nord. I el 9 de juliol de 1702, va morir en la batalla de Klissow, a Polònia, a l'edat de 30 anys. El matrimoni va tenir un únic fill Carles Frederic (1700-1739), hereu del ducat que es casaria amb Anna Petrovna (1708-1728), filla del tsar Pere I de Rússia. La seva família es traslladà definitivament a Suècia.